# Дружба (печера, Росія)
Дружба (рос. Дружба) — печера в Свердловській області Росії, на Уралі. Печера горизонтального типу простягання. Загальна протяжність — 500 м. Глибина печери становить 12 м. Категорія складності проходження ходів печери — 2А.